# Dzjrasjen, Lori
Dzjrasjen (armeniska: Ջրաշեն) är en ort i Armenien. Den ligger i provinsen Lori, i den nordvästra delen av landet, 70 kilometer norr om huvudstaden Jerevan. Dzjrasjen ligger 1 676 meter över havet och antalet invånare är 3 078. Namnet tillkom 1940. 
Terrängen runt Dzjrasjen är huvudsakligen kuperad. Dzjrasjen ligger nere i en dal. Närmaste större samhälle är Spitak, 8,2 kilometer nordost om Dzjrasjen.
Trakten runt Dzjrasjen består i huvudsak av gräsmarker. Runt Dzjrasjen är det ganska tätbefolkat, med 60 invånare per kvadratkilometer.